# Нема непознатих острва
„Нема непознатих острва” је југословенски ТВ филм из 1961. године. Режирао га је Сава Мрмак а сценарио је написао Станислав Станел.

## Улоге
| Глумац            | Улога |
| ----------------- | ----- |
| Северин Бијелић   |       |
| Александар Груден |       |
| Нада Касапић      |       |
| Владимир Медар    |       |
| Предраг Тасовац   |       |